# اللهجة اليهودية اليمنية العربية
اللهجة اليهودية اليمنية العربية (المعروفة أيضا باسم اليهودية اليمنية أو اليمنية العربية اليهودية أو اليمنية اليهودية) هي مجموعة متنوعة من اللغة العربية التي يتحدث بها اليهود الذين يعيشون أو الذين عَاشُوا سابقا في اليمن. 50 ألف من المتحدثين بها يعيشون الآن في إسرائيل بينما يوجد ألف شخص يتحدث بها في اليمن. اللهجة مختلفة تماماً عن اللهجة اليمنية العربية السائد. يمكن تقسيم اللغة إلى أربع أقسام حسب أماكن التحدث بها وهي: الصنعانية، والعدنية، والبيضانية، والحبانية.